# IC 2210
IC 2210 ist ein Doppelstern im Sternbild Lynx. Das Objekt wurde am 14. Januar 1900 von Guillaume Bigourdan entdeckt und fälschlicherweise in den Index-Katalog aufgenommen.